# Purgatorio - Canto venticinquesimo

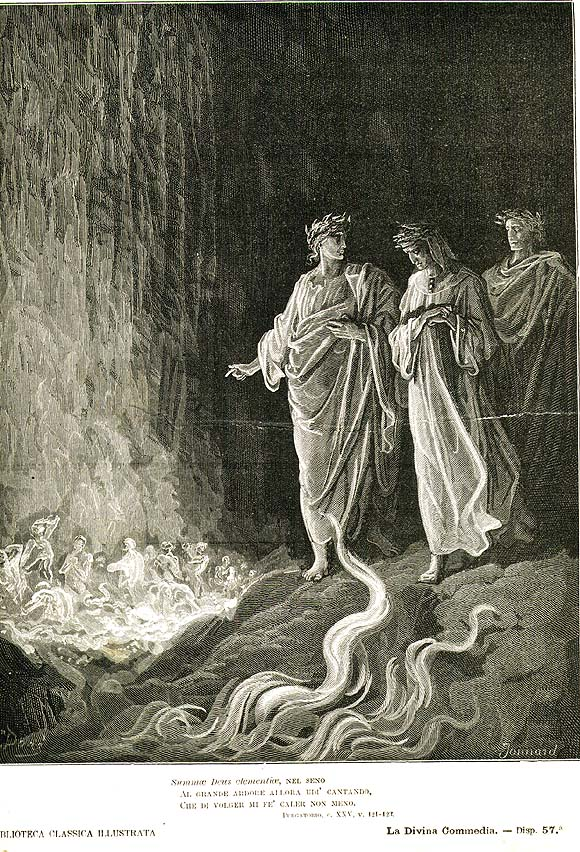
I lussuriosi, illustrazione di Gustave Doré

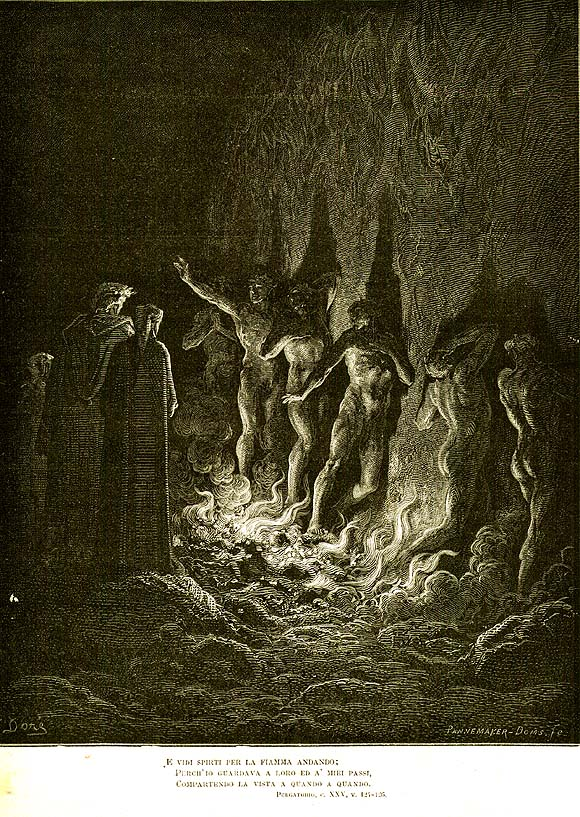
Canto tra le fiamme, illustrazione di Gustave Doré

Il canto venticinquesimo del Purgatorio di Dante Alighieri si svolge sulla settima cornice, ove espiano le anime dei lussuriosi; siamo nel pomeriggio del 12 aprile 1300, o secondo altri commentatori del 29 marzo 1300.

## Incipit
(Anonimo commentatore dantesco del XIV secolo)

## Temi e contenuti

### Dubbio di Dante - versi 1-30
I tre pellegrini procedono per una stretta e ripida scala. Dante, combattuto tra il desiderio di porre una domanda e il timore di essere importuno, apre e chiude invano la bocca. Virgilio se ne accorge e lo esorta ad esprimersi. Dante quindi chiede come possa dimagrire un essere (del tutto spirituale) che non ha bisogno di nutrirsi. Virgilio richiama l'esempio mitologico di Meleagro, che si consumò insieme al consumarsi di un tizzone; lo invita quindi a pensare come l'immagine riflessa in uno specchio riproduca ogni moto anche minimo del corpo che si specchia. Ciò dovrebbe rendergli meno ardua la questione. Invita quindi Stazio a dare la risposta risolutiva.

### Spiegazione di Stazio: la generazione dell'uomo - vv. 31-78
Stazio replica con deferenza a Virgilio di non poter rispondere negativamente alla sua richiesta. Continua dunque invitando Dante a seguire con mente attenta le sue parole. Espone quindi una teoria della generazione e dell'infusione dell'anima nel corpo umano. Il sangue completamente purificato dai processi digestivi assume nel cuore la prerogativa di dar forma a tutte le membra, e, ulteriormente selezionato, scende nell'apparato genitale maschile, e da qui poi si unisce ad altro sangue nell'utero della donna. I due sangue, uno attivo e l'altro passivo, si fondono producendo dapprima un coagulo e poi dando vita ad esso come propria specifica materia. La potenza formativa, divenuta anima vegetativa, analoga a quella di una pianta salvo che in questa è già compiuta mentre nell'essere umano deve ancora evolversi, continua ad operare fino a diventare capace di moto e di senso (anima sensitiva) come una spugna marina; da questo punto inizia a organizzare le facoltà delle quali è origine.
Così si manifesta pienamente la virtù che proviene dal cuore del padre, nei vari modi in cui la natura provvede allo sviluppo di tutte le membra. Ma ancora non si comprende come l'essere vivente diventi essere parlante (ossia abbia un'anima razionale); e su questo punto - osserva Stazio - è caduto in errore un grande sapiente (Averroè) che non vedendo un organo deputato all'anima razionale fece di quest'ultima una sostanza separata ed universale. Dante si apre dunque alla verità e comprende che non appena il cervello del feto è pienamente formato, Dio infonde in un così mirabile frutto della natura fisica uno spirito appena creato, pieno di virtù (ossia di potenze), che assimila a sé tutte le virtù che trova nel feto formando con esse un'unica anima, che vive (vegetativa), sente (sensitiva) e riflette su di sé (razionale). Stazio aggiunge un'analogia naturalistica: il calore del sole congiunto al succo della vite diventa vino.

### I corpi aerei - vv. 79-108
Quando l'uomo muore - continua Stazio - l'anima si scioglie dal corpo, portando con sé sia la parte umana (vegetativa e sensitiva) sia quella divina (razionale). Le facoltà umane, prive del corpo, rimangono inattive; invece memoria, intelligenza e volontà, liberate dai vincoli corporei, assumono intensità maggiore. L'anima in modo misterioso conosce il proprio destino, verso l'Inferno o il Purgatorio. Non appena raggiunge la sua sede, la virtù formativa agisce sull'aria circostante così come aveva operato nella materia corporea. Come nell'aria piena di vapore acqueo la luce del sole si manifesta nei vari colori dell'arcobaleno, così l'aria intorno all'anima viene da essa disposta nella forma analoga a quella assunta dal corpo; da allora in poi quel corpo aereo segue l'anima così come la fiammella accompagna il fuoco. Dato che ricava da questa parvenza incorporea la propria possibilità di manifestarsi, l'anima è chiamata ombra; in questa figura incorporea organizza tutte le sue funzioni sensitive. Così, dice Stazio, le anime possono parlare e ridere, piangere e sospirare secondo i diversi sentimenti provati. Ecco la causa di quel fenomeno per cui Dante si meraviglia (ovvero la magrezza delle anime incorporee).

### I lussuriosi - vv. 109-139
Mentre Stazio sviluppava la sua spiegazione, i pellegrini sono giunti all'ultimo girone e hanno piegato verso destra. Una nuova difficoltà li attende: la parete rocciosa del monte scaglia verso l'esterno una fiamma che viene volta in su da un vento che spira dall'orlo della cornice; rimane libero per il passaggio solo un lembo molto stretto confinante con l'abisso, così che i tre devono avanzare l'uno dopo l'altro, e Dante teme da una parte il fuoco e dall'altra il vuoto. Virgilio lo invita a guardare con attenzione per non mettere il piede in fallo.
Dal cuore della fiamma si ode l'inno di Sant'Ambrogio Summae Deus clementiae (Dio di somma clemenza) e Dante, voltatosi, vede spiriti che cantano mentre camminano tra le fiamme. Finito l'inno, gridano le parole Virum non cognosco (dal racconto dell'Annunciazione nel Vangelo di Luca), indi ripetono a bassa voce l'inno intercalandolo con esempi di castità elogiando Diana cacciatrice che mise al bando la ninfa Elice venuta meno all'impegno di castità, quindi mogli e mariti che vissero con temperanza la loro vita coniugale. Dante comprende che questi cibi spirituali faranno sì che alla fine la piaga del loro peccato (la lussuria) si cicatrizzi.

## Analisi
Il canto venticinquesimo è uno dei passi nei quali risalta l'impegno di Dante nell'esplicare con precisione concetti e teorie fondamentali secondo la sua concezione filosofico-teologica, fondata essenzialmente sul pensiero di Aristotele e di San Tommaso d'Aquino. Occorre osservare tuttavia che sullo specifico argomento di questo canto Dante si allontana da San Tommaso e propende per le tesi di Alberto Magno, oltre a confutare espressamente il pensiero di Averroè.
Qui egli prende spunto dall'apparente contraddizione tra l'essenza tutta spirituale delle anime e la devastante magrezza dei golosi come l'amico Forese Donati. Ciò gli offre una duplice possibilità: esporre la teoria filosofico-scientifica relativa alla generazione dell'uomo e all'origine dell'anima; e giustificare un aspetto evidente soprattutto nell'Inferno e nel Purgatorio, ossia la presenza di elementi corporei (anche molto accentuati) nelle pene inflitte alle anime, ossia a realtà per definizione prive di corpo.